# انتقال اکمن

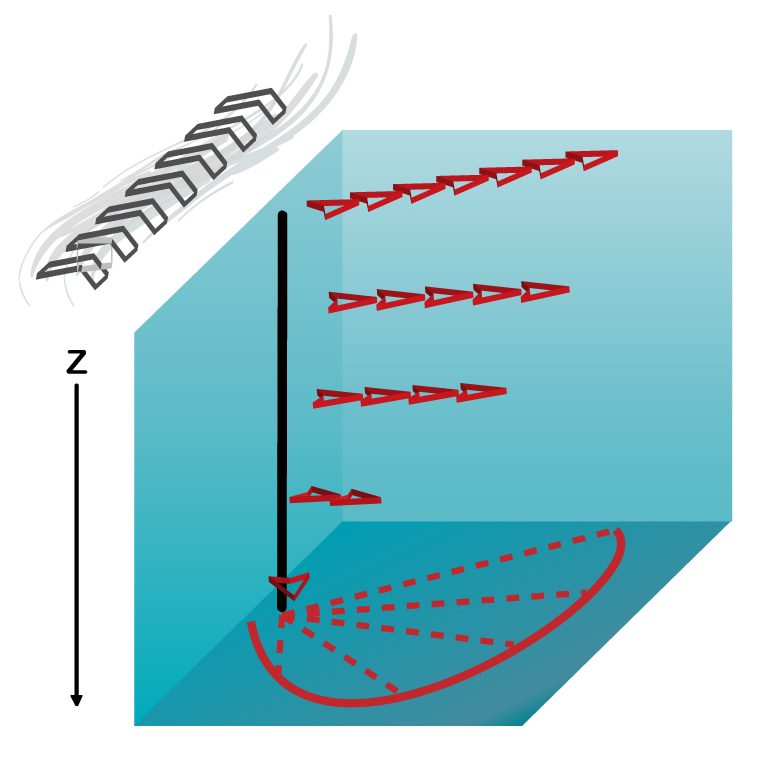
انتقال اکمن حرکت خالص مایع در نتیجه تعادل میان اثر کوریولیس و نیروی آشفتگی است. در این تصویر وزش باد از سمت شمال باعث ایجاد فشار سطحی شده است.

انتقال اکمن (انگلیسی: Ekman transport) بخشی از نظریه حرکت اکمن است که در سال ۱۹۰۲ توسط واگن والفرید اکمن بیان شد و برای تشریح انتقال خالص لایه سطحی (لایه تحت تأثیر باد) بر اثر نیروی باد به‌کار می‌رود. این پدیده نخستین‌بار توسط فریتیوف نانسن بیان شد. نانسن جابه‌جایی یخ در زاویه مخالف جهت باد را طی کاوش‌های خود در شمالگان در دهه ۱۸۹۰ میلادی مشاهده و گزارش کرد. جهت انتقال بستگی به نیم‌کره‌های زمین متفاوت است. در نیم‌کره شمالی انتقال با زاویه ۹۰ درجه به‌صورت ساعت‌گرد نسبت به جهت وزش باد انجام می‌شود، در حالی‌که در نیم‌کره جنوبی در ۹۰ درجه به‌صورت پادساعت‌گرد صورت می‌گیرد.